# Čtyři větve Mabinogi
Čtyři větve Mabinogi (Pedair Cainc Y Mabinogi) tvoří jádro souboru jedenácti středověkých velšských bájí a pověstí označených souhrnným názvem Mabinogi. Dochovali se především ve dvou středověkých rukopisech, kterými jsou Bílá kniha Rhydderchova ((Llyfr Gwyn Rhydderch),  vzniklá v první polovině 14. století, a Červená kniha hergetská (Llyfr Coch Hergest) sestavená po roce 1382. Texty z těchto rukopisů jsou však považovány za opisy mnohem starších děl, jejichž vznik je kladen do období od poloviny 11. do konce 12. století. V anglickém překladu se v úplnosti objevily v letech 1838–1849 (kritické vydání z roku 1877) v překladu lady Charlotty Guestové.

## Charakteristika Čtyř větví Mabinogi
Čtyři větve Mabinogi tematicky zachycují staré mytické a hrdinské příběhy, jejichž kořeny sahají až do starověké keltské mytologie a do raného období britských dějin. Jsou obecně považovány za jediné dílo o čtyřech částech neboli větvích. Všemi čtyřmi větvemi se totiž prolíná postava Pryderiho, syna Pwylla, vladaře království Dyved (i když ne vždy jako ústřední postava), takže je lze považovat za příběhy o narození, životě a smrti této postavy.
Vzájemně propojené příběhy lze číst jako mytologii, politické téma, drama, filozofii, tragédii nebo magické fantazie. Projevuje se v nich dědictví pohanství a tradice učení druidů (pocit jednoty přírody s člověkem, soužití světa živých a mrtvých, prostupování světa kouzel a tajemných sil do reálného světa), které se prolíná s křesťanstvím.

## Obsah
Čtyři větve Mabinogi jsou zpracováním nejstarší velšské mytologie a představují nám legendární Británii (Wales, Irsko a Anglii) jako sjednocenou zemi pod jedním králem, přesto ale s mocnými samostatnými knížectvími.  Skládají z těchto příběhů:
- Pwyll, vládce dyvedský (Pwyll Pendefig Dyfed). První větev vypráví o Pryderiho rodičích a o jeho narození, ztrátě a opětovném nalezení.
- Branwen, dcera Llyrova (Branwen ferch Llŷr). Druhá větev líčí tragickou válku mezi Británií a Irskem, vyvolanou urážkou irského krále Matholwcha na jeho svatbě s Branwen, sestrou velkého krále Británie. V příběhu se objevuje také Prideri, ale ve vedlejší roli.
- Manawydan, syn Llyrův (Manawydan fab Llŷr). Třetí větev je o návratu Prideriho společně s Manawydanem , bratrem Branwen, z války domů a popisuje neštěstím, která je tam pronásledují.
- Math, syn Mathonwyův (Math fab Mathonwy). Čtvrtá větev Mabinogi vypráví nejprve o králi Gwyneddu Mathovi a jeho synovci, kouzelníkovi Gwydionovi, kteří se dostane do konfliktu s Priderim. Toho ve válce díky kouzlům zabije Gwydion. Další části příběhu jsou o narození a životě Mathova prasynovce LLeua, který se po jeho smrti stane králem.[4]

Každý příběh končí slovy „tak končí tato větev Mabinogi“ a v překladech je označen jménem hlavního hrdiny. Ve středověkých rukopisech však jednotlivé větve toto pojmenování neměli.

## Obsah jednotlivých větví

### První větev: Pwyll, vládce dyvedský

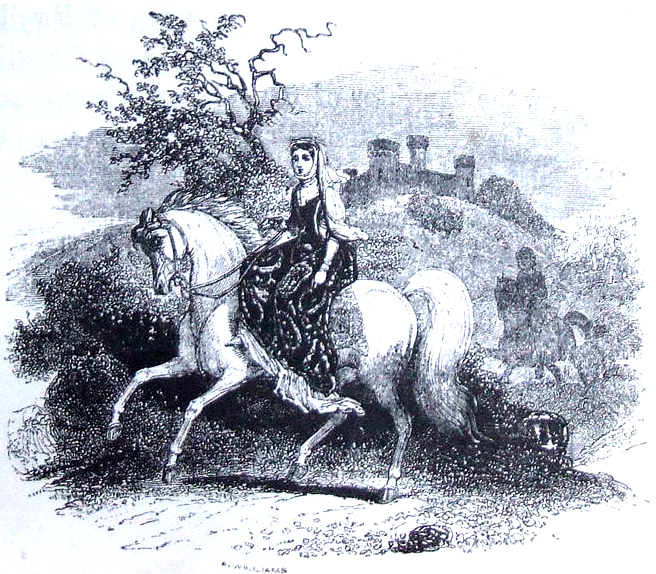
Rhiannon, ilustrace k Mabinog z roku 1877

První větev Mabinogi vypráví o přátelství Pwylla, vládce Dyfedu v jihozápadním Walesu, s Arawnem, králem říše z Jiného světa Annwn (říše božstev) a o svatbě Pwylla s Rhiannon, krásnou ženou z Jiného světa, která dala Pwyllovi přednost před svým snoubencem. Jejich svatbu však přeruší vysoký cizinec oděný v saténu a požádá Pwylla o nespecifikovanou laskavost. Kníže souhlasí, načež se ukáže, že se jedná o dřívějšího Rhiannonina snoubence Gwawla, Ten si jako laskavost vybere Rhiannon, s čímž Pwyll kvůli své cti souhlasí. Nevěsta si však vymíní roční lhůtu a dá knížeti kouzelný pytel.
Po roce se koná svatba Rhiannon a Gwawla. Na té se objeví žebrák a prosí o jídlo, které se mu vejde do pytle, s čímž Gwawl souhlasí. Jedná se však o převlečeného Pwylla, jehož pytel byl kouzelný a nejde jej naplnit. Převlečený kníže navrhne, aby do něj Gwawl vlezl a ovládl jeho magii. Následkem toho jej Pwyll v pytli uvězní a jeho muži, kteří se náhle objeví, do pytle tak dlouho kopou a mlátí, až Gwawl slíbil, že se Rhiannon vzdá a nebude se mstít. Pak následuje konečně svatba Pvylla a Rhiannon.
Po čase dá Rhiannon Pwyllovi syna. Ten však jako novorozenec zmizí a Rhiannon je křivě obviněna služkami, které měly dítě hlídat, že chlapce zabila. Pwyll jí uloží jako trest, že musí po sedm let sedět u kamene, ze kterého se nasedá před branou paláce na koně a každému příchozímu nabízet, že jej sveze na zádech dovnitř.
Chlapce objeví lord Teyrnon, vládce království Gwent, a zachrání jej ze spárů podivné šelmy, která mu přišla ukrást právě narozené hříbě. Přijme chlapce za svého syna, ale jak chlapec dospívá (a to se děje nadlidským tempem), je jeho podoba s Pwyllem stále zřetelnější, až je nakonec vrácen svým pravým rodičům, a to dříve než Rhiannon vypršel trest. Dostane jméno Pryderi, což znamená opatrnost. Příběh končí Pwyllovou smrtí a nástupem Pryderiho na trůn.

### Druhá větev: Branwen, dcera Llyrova

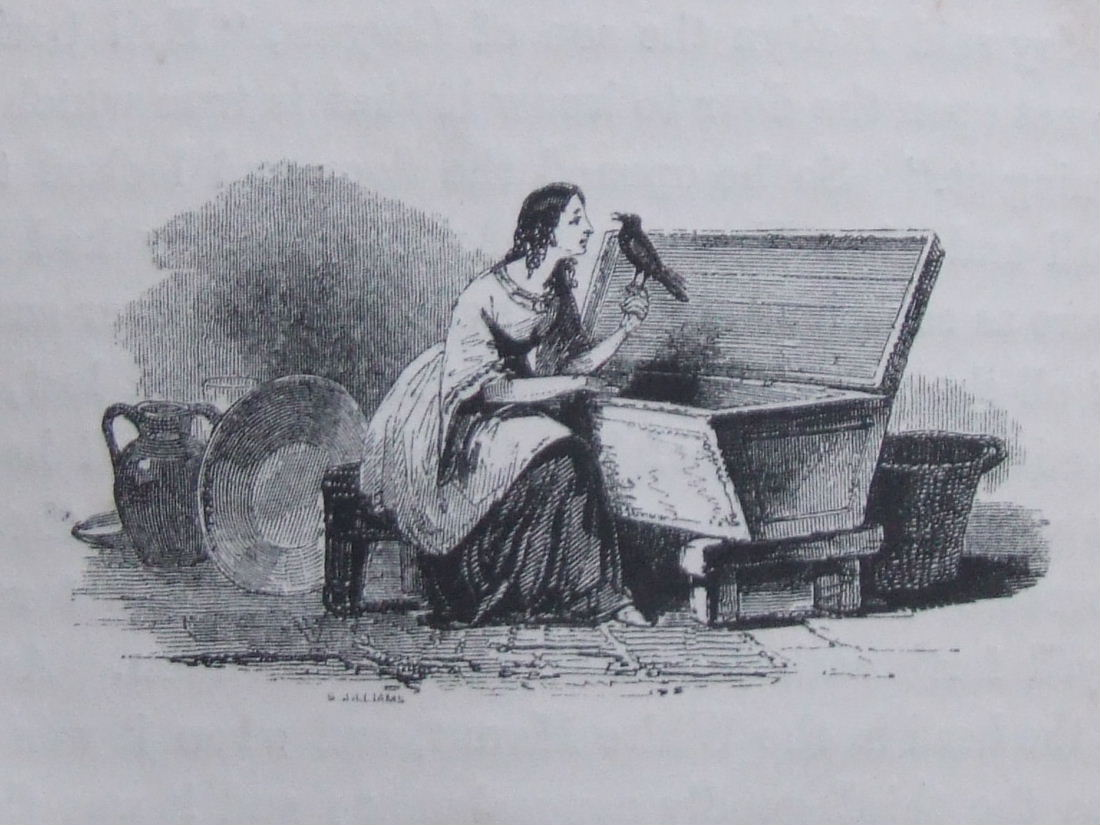
Branwen, ilustrace k Mabinog z roku 1877

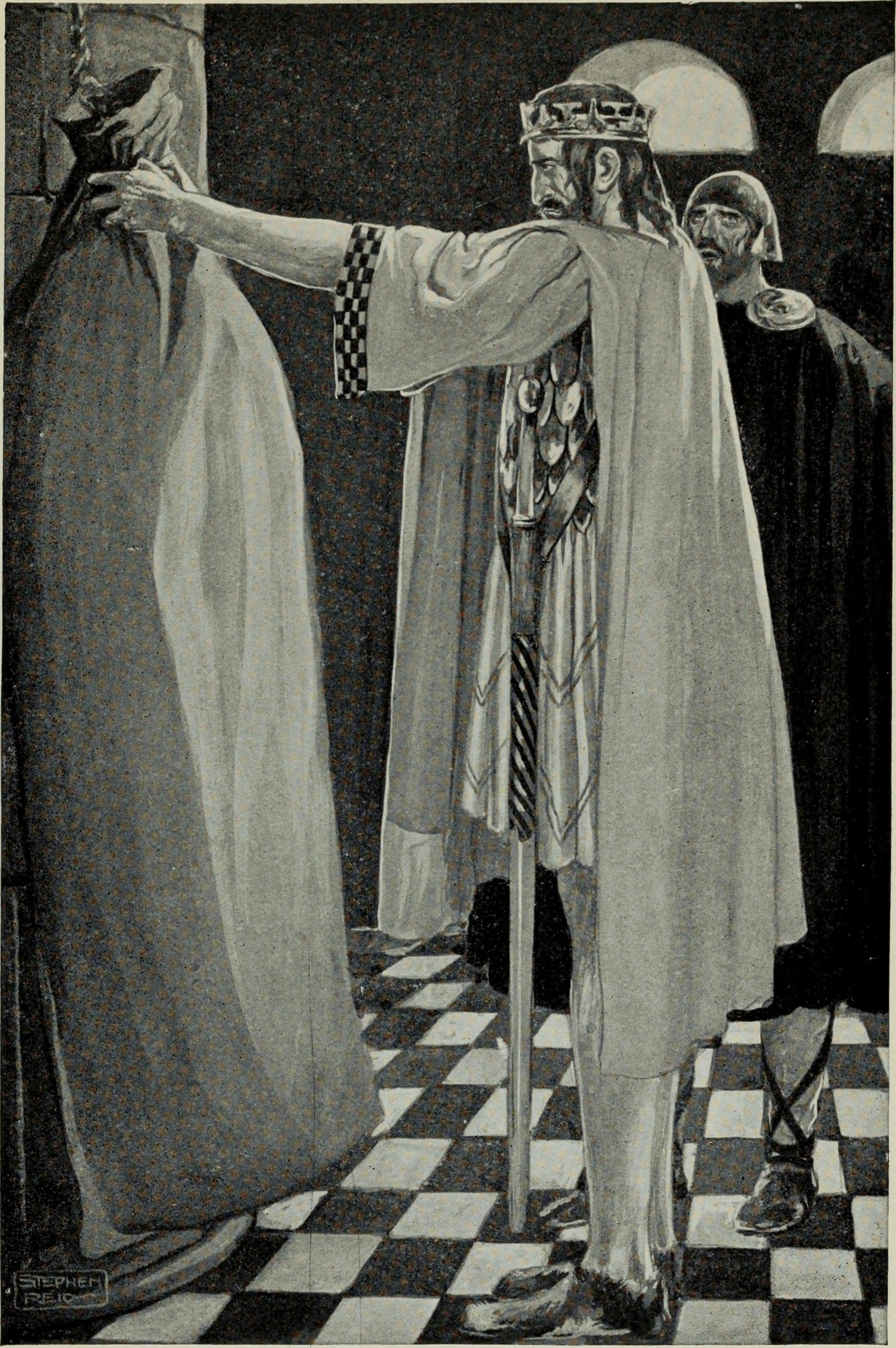
Efnisien, ilustrace z roku 1910

Irský král Matholwch se plaví do velšského Harlechu, aby požádal velkého krále Británie, Llyrova syna obra Brana Požehnaného (Bendigeidfran, tj. Požehnaná vrána) o ruku jeho sestry Branwen. Bran souhlasí, protože by mezi oběma ostrovy vzniklo spojenectví. Oslavy jsou však narušeny, když Efnisien, nevlastní bratr Lyrových dětí, rozzlobený, že nebyl požádán o svolení k chystanému sňatku, brutálně zmrzačí Matholwchovy koně. Matholwch je hluboce uražen, ale Bran mu nabídne jako omluvu magický kotel, který oživuje mrtvé. Potěšeni darem se Matholwch s Branwen plaví zpět do Irska, kde Branwen porodí Matholwchovi syna Gwerna.
Irové jsou ale stále pobouřeni urážkou jejich krále, že nakonec Matholwch, aby ohájil svou čest, pošle Branwen pracovat do kuchyně a zachází s ní krutě. Branwen si ochočí špačka a pošle ho přes moře k Branovi se žádostí o pomoc. Bran se jako obr brodí do Irska mořem (údajně bylo tenkrát mělčí), aby jí zachránil, následován svým bratrem Manawydanem a velkým množstvím válečníků na lodích. Po jejich vylodění Matholwch stáhne své vojsko za řeku a zničí mosty. Bran se však přes řeku položí, a slouží jako most pro své muže.
Matholwch nabízí mír, souhlasí s tím, že Gwerna prohlásí králem místo sebe, a Branovi slíbí, že pro něj postaví dům tak veliký, že se do něho vejde. Irští lordové však nastraží past a v domě ukryjí do pytlů s moukou ozbrojence, aby Velšany v noci přepadli. Efnisien, který má podezření na zradu, síň prozkoumá a všem schovaným postupně rozdrtí lebky.
Později na hostině na oslavu prohlášení Gwerna králem Efnisien ve vzteku Gwerna zavraždí tak, že jej hodí do ohně. Vypukne krutá bitva, ve které Irové získávají navrch, protože oživují své mrtvé v kouzelném kotli. Když to Efnisien zjistí, skryje se mezi irskými padlými, nechá se s nimi vhodit do kotle, kde tlačí zevnitř na jeho stěny tak, že se kotel rozpadne. Samotnému přitom pukne srdce. 
V následující krvavé válce zemře Bran, zasažen otráveným kopím, a všichni Irové jsou zabiti kromě pěti těhotných žen, které znovu osídlí ostrov. Přežije jen sedm Velšanů, mezi nimi Branův bratr Manawydan, bard Taliesin a Pryderi. Ti se s Branwen vrátí do Walesu a vezmou sebou na základě Branova přání jeho useknutou hlavu, která po nějaký čas stále mluví. Branwen po přistání umírá žalem, že kvůli ní bylo způsobeno tolik zkázy. Branova hlava je pochována tváří k Francii na kopci Gwynfryn (Bílý kopec), považovaný za místo, kde nyní stojí londýnský Tower. Pověst říká, že dokud tam hlava bude, žádná invaze do Británie nepřijde přes moře.

### Třetí větev: Manawydan, syn Llyrův

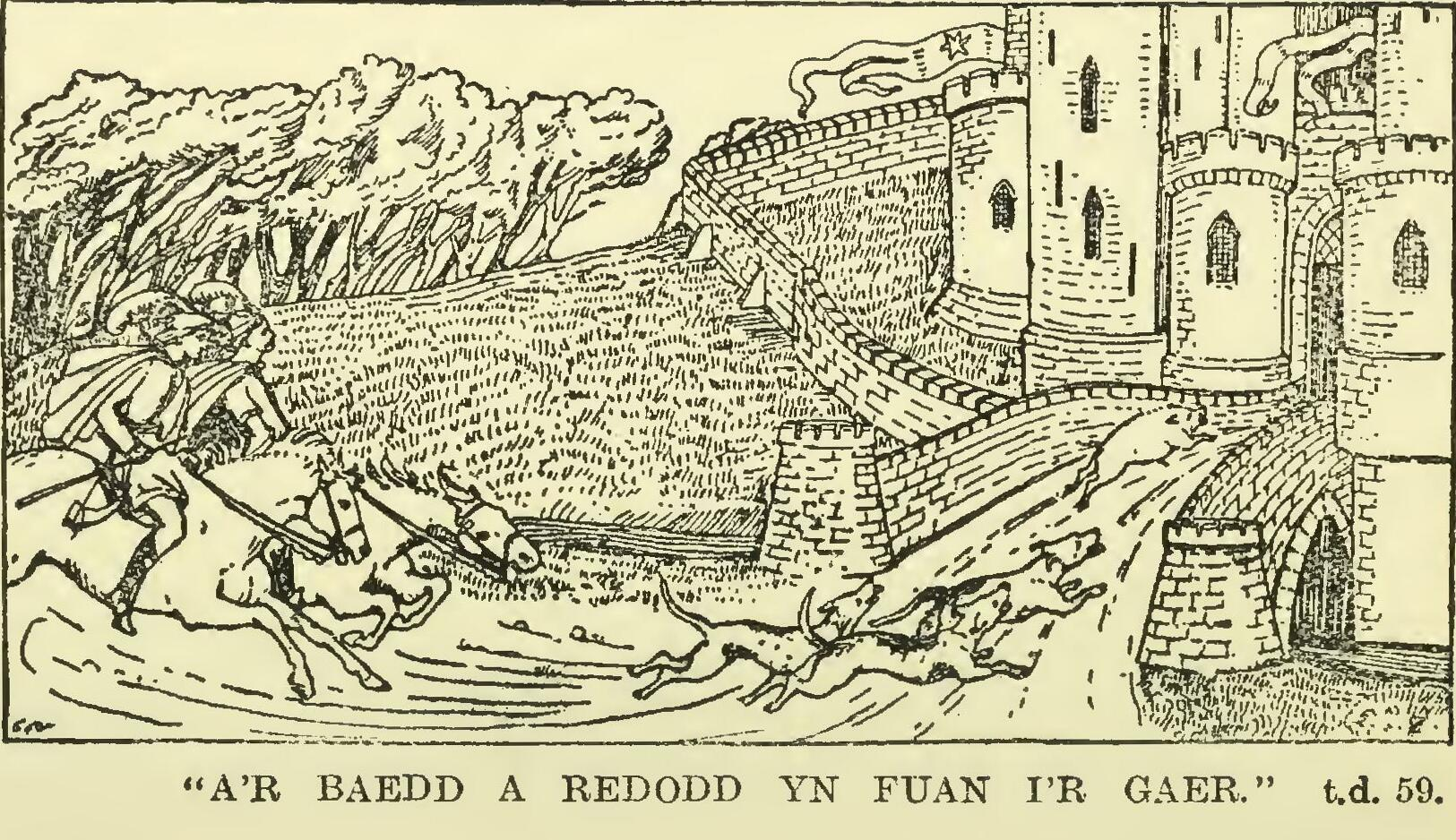
Prideri a Mannawydan pronásledují bílého kance, ilustrace z roku 1921

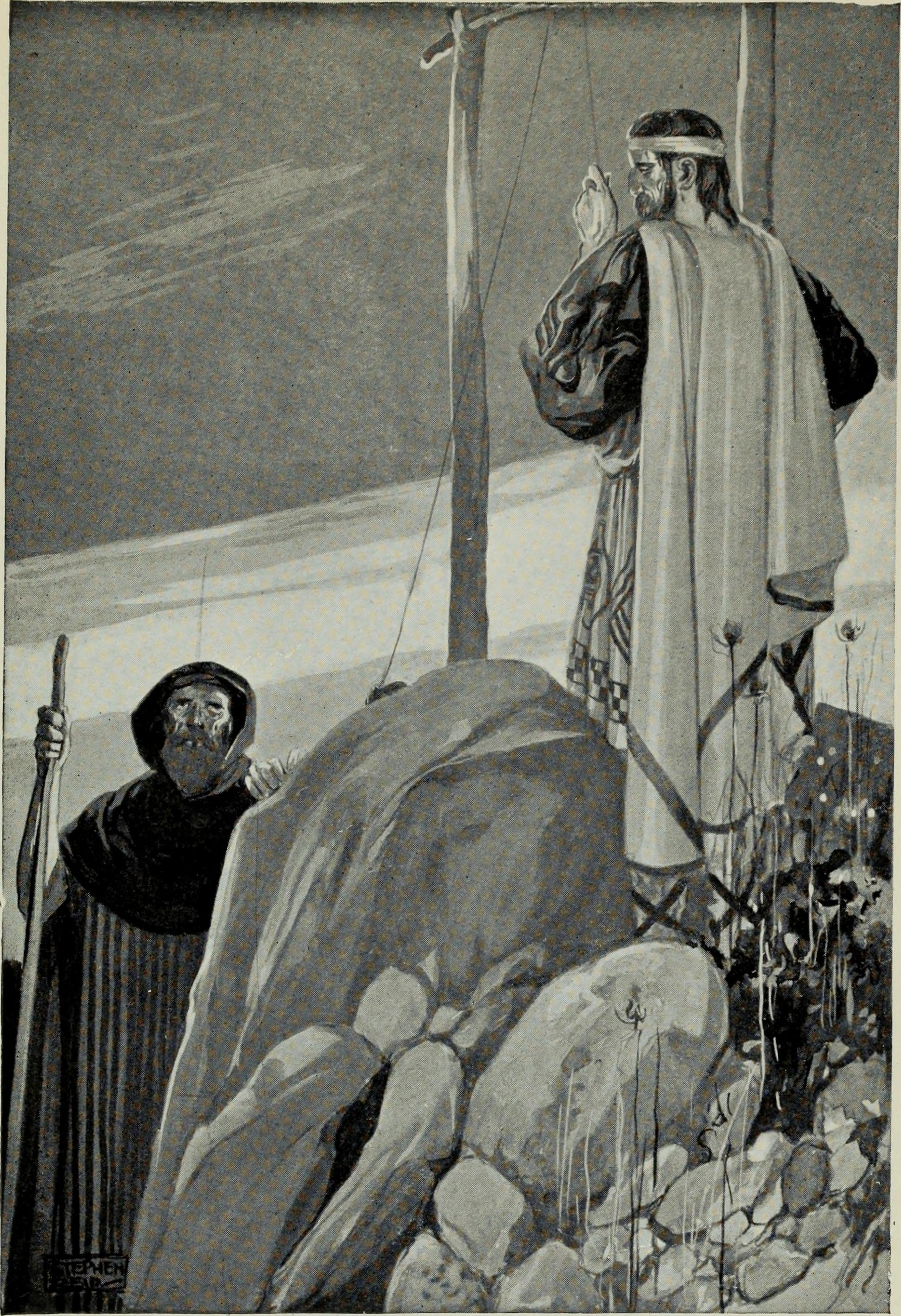
Manawyddan chce oběsit myš, ilustrace z roku 1910

Příběh přímo navazuje na předchozí. Po splnění přání svého bratra Brana zakopat jeho hlavu tváří k Francii, aby odvracela invazi přes moře, Manawydan smutně říká svému příteli Pryderimu, že již pro něho není na světě žádné místo. V Británii totiž došlo během nepřítomnosti krále Brana k převratu a trůnu se zmocnil Manawydanův bratranec Caswallon, který pomocí magického pláště, který ho činí neviditelným, zabil správce, které Bran pověřil správou království.
Pryderi proto pozve Manawydana do svého království Dyfed, kde se Pryderi znovu shledá se svou ženou Cigfou. Během svého pobytu se Manawydan ožení s Rhiannon, Pryderiho ovdovělou matkou. Pak Pryderi odjede do Kentu slíbit věrnost Caswallonovi. Jednoho dne po jeho návratu se na Dyfed snese magická mlha a zanechá zemi prázdnou od všech domácích zvířat i lidí kromě Pryderiho, Manawydana a jejich žen. 
Dva roky se skupina živí lovem zvěře, ptáků a ryb, ale nakonec se rozhodnou, že odejdou do Anglie a budou se živit řemeslem. V Anglii jsou nuceni opouštět jedno město za druhým, aby se nedostali do krvavého konfliktu s tamními řemeslníky, kteří je chtějí zabít, protože jejich výrobky (sedla, štíty a boty) jsou tak dokonalé, že žádný jiný řemeslník nemůže prodat své zboží. Proto se nakonec vrátí zpět do Dyfedu a opět se živí lovem. 
Na jednom lovu narazí na bílého kance. Při jeho pronásledování narazí na velkou pevnost na místě, kde nikdy nic nestálo. Manawydan se obává kouzel, ale přes jeho radu vstoupí Pryderi do pevnosti a je zde přitahován ke krásné zlaté míse. Když se dotkne mísy, jeho nohy se přilepí k podlaze, ruce se přilepí na mísu a ztratí možnost pohybu a řeči. Manawydan na Pryderihoj čeká téměř do konce dne. Pozdě odpoledne, když si je jistý, že nedostane o Pryderim žádné zprávy, se vrátí domů. Když se Rhiannon dozví, co se stalo, okamžitě se vydá k pevnosti, Vejde dovnitř, uvidí Pryderiho, jak svírá mísu, a sevře jí také a dopadne stejně jako Pryderi. A jakmile nastane noc, ozve se zahřmění, spadne mlha a pevnost zmizí i s Pryderim a Rhiannon.¨
Cigfa pláče nad ztrátou svého manžela. Manawydan jí utěší a ujistí, že bude respektovat její ctnost. Oba se pak opět vydají do Anglie a jsou opět odevšad vyhnáni kvůli svému vynikajícímu řemeslu. Vrátí se proto opět do Dyfedu a Manawydan si sebou vezme bušl pšenice, kterou zasadí na třech polích. Než mohlo být první pole sklizeno, je přes noc zničeno, a další noc i druhé pole. Není na nich nic, než holá stébla bez kladů. Manawydan se rozhodne třetí pole hlídat a zjistí, že mu úrodu ničí horda myší. Dostane hrozný vztek, podaří se mu jednu objemnou myš, která nemohla tak rychle utíkat jako ostatní, chytit a chce jí druhý den oběsit. 
Když to chce udělat, postupně jej navštíví učenec ve starém obnošeném oděvu, kněz na dobře udržovaném koni a nakonec biskup se svou družinou. Všichni mu nabízejí peníze za to, když myš pustí, což Manawydan odmítne. Biskup se jej pak zeptá, jaká je tedy jeho cena. Manawydan žádá propuštění Pryderiho a Rhiannon, zrušení kouzla nad Dyfedem a to, že se biskup nikdy nebude mstít. Biskup souhlasí. Je to ve skutečnosti kouzelník Llwyd ap Cil Coed, přítel Gwawla z první větve Mabinogi, který se chtěl pomstít za jeho ponížení ze strany Pryderiho rodičů, a myš je jeho proměněná těhotná manželka, která měla se svými dvorními dámami zničit úrodu pšenice. Kdyby nebyla těhotná, Manawydan by jí nikdy nechytil. Llwyd zruší všechna kouzla a Pryderi a Rhiannon se vrátí ze zajetí. Myš je proměna zpět v krásnou ženu.

### Čtvrtá větev: Math, syn Mathonwyův

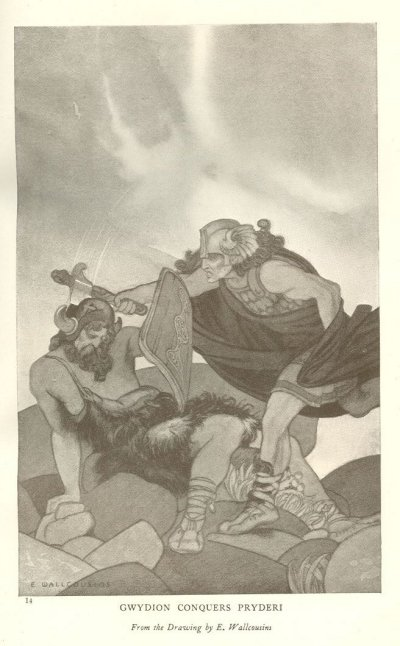
Prideriho smrt, ilustrace z roku 1905

Král Gwyneddu kouzelník Math mohl žít pouze tak, že při odpočinku musel mít nohy uložené do klína panny, pokud nebyl ve válce. Po dívce Goewin, která tuto službu králi poskytovala, šíleně zatouží králův synovec Gilfaethwy. Jeho bratr, kouzelník Gwydion, si všimne, že bratr chřadne, a vymyslí plán, jak bratrovi pomoci. Vypráví králi o zvířatech, které mají skvělé maso a jsou ve Walesu nová. Říká se jim prasata a pocházejí od krále Arawna z říše Annwfn, který je poslal vládci Dyfedu Pryderimu, od kterého by tedy šli získat. Math souhlasí a tak se Gwydion se svým bratrem a skupinou mužů přestrojí za bardy, navštíví Pryderiho a svým vystoupením získají jeho obdiv i obdiv celého jeho dvora. Pak Gwydion Pryderimu nabídne, že prasata vymění za koně a psy, které ale vyčaroval pomocí magie. Pryderi s obchodem souhlasí a Gwydion se svými muži odvedou prasata domů do Gwyneddu, Gwydionova magie však nemá dlouhé trvání, jeho trik je odhalen a Pryderi vede své muže do války s Gwyneddem. Zatímco Math jde do bitvy, Gilfaethwy s Gwydionen znásilní Goewin. Válka skončí, když Gwydion pomocí čar a kouzel zabije v souboji Pryderiho.
Po svém návratu na svůj hrad si král Math jde uložit své nohy do Goewinna klína, a dozví se od ní, že již není panna a co jí udělali jeho synovci. Aby zachránil její čest, vezme si jí Math za manželku. Pak za trest promění na rok své synovce v jelena a laň, na další rok v divokou svini a divočáka a rok na to ve vlka a vlčici s tím, že se musí mezi sebou pářit. Během těchto tří let každý z nich porodí tomu druhému mládě, které Math promění zpět do lidské podoby a nechá je pokřtít.
Po třech letech Math synovcům odpustí a promění je zpět do lidské podoby. Pak začne hledat novou pannu, do jejíhož klína by mohl pokládat své nohy. Gwydion mu navrhne svou sestru Arianrhod. Aby otestoval její panenství, nařídí jí Math, aby překročila jeho kouzelnou hůlku. Když to však udělá, okamžitě porodí chlapce. Ponížená běží ke dveřím a přitom porodí druhého, kterého Gwydion, než si toho někdo všimne, uloží do truhly u nohou své postele. Math prvorozeného chlapce uzná jako svého prasynovce (je velmi pravděpodobné, že otcem je Gwydion) a nechá jej pokřtít jménem Dylan. Jakmile se chlapec dostane do kontaktu s křestní vodou, vrhne se do moře a získá vlastnosti mořského ducha.
O několik let později Gwydion doprovází druhého chlapce k jeho matce Arianrhod. Ta je zahanbena touto připomínkou její ztráty panenství, rozzuří se a uvalí na chlapce kletbu, že jen ona mu může dát jméno. Gwydion však svou sestru oklame tím, že sebe a chlapce přestrojí za ševce a naláká Arianrhod, aby k nim osobně přišla a nechala si od nich vyrobit nějaké boty. Chlapec hodí kamenem po střízlíkovi a zasáhne ho, k čemuž Arianrhod pronese poznámku „ten světlovlasý ho trefil obratnou rukou“. Tu se Gwydion odhalí a řekne, že chlapec se nyní jmenuje Lleu Llaw Gyffes („ten světlovlasý s šikovnou rukou"). Arianrhod, rozzuřená tímto trikem, uvalí na chlapce další kletbu, že nedostane zbraně od nikoho jiného než od samotné Arianrhod. Gwydion znovu ošidí svou sestru a ona sama nevědomky chlapce vyzbrojí, což vede k tomu, že na něj uvalí třetí kletbu: že nikdy nebude mít lidskou ženu. Aby čelili této kletbě, Math a Gwydion vykouzlí z květů dubu, janovce a tužebníku nejkrásnější pannu, jako kdo kdy viděl, a dají jí jméno Blodeuwedd (Květinová tvář), Ta se stane Lleuovou ženou.

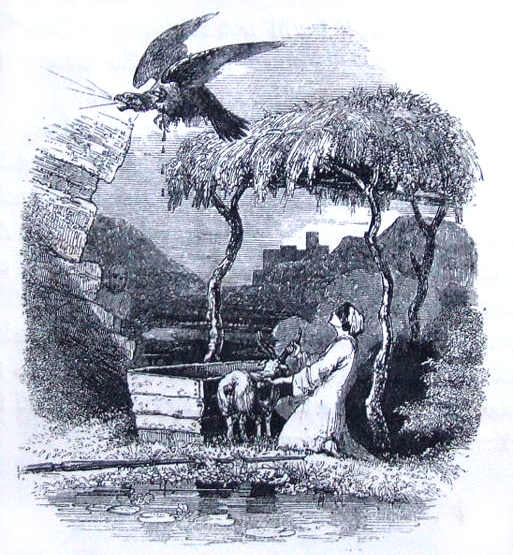
Zraněný Lleu prchá jako orel, ilustrace z roku 1877

Jednoho dne za LLeuovy nepřítomnosti se Blodeuwedd seznámí s Gronwem Pebrem, lordem z Penllyn. Zamilují se do sebe a domluví se, že Lleua zavraždí. Blodeuwedd přiměje Lleua, aby jí prozradil, jak může být zabit, protože to nelze udělat ani ve dne ani v noci, ani uvnitř domu ani venku, ani na koni, ani při chůzi, ani oblečený ani nahý a ani žádnou běžně vyrobenou zbraní. Leu jí prozradí, že ho lze zabít jen za soumraku, zabaleného do sítě, na břehu řeky a rok kovaným kopím v hodinách, kdy jsou všichni na mši. 
Za rok nastrojí Blodeuwedd situaci, ve které lze LLeua zabít. Lleu, zasažen kopím hozeným Gronwovou rukou ale nezemře, promění se v orla a odletí pryč. Gwydion ho vystopuje a najde ho těžce zraněného posazeného vysoko na dubu. Prostřednictvím zpěvu tří englynion (tradiční velšská krátká básnická forma), ho přiláká dolů z dubu a promění jej zpět do lidské podoby. Společně s Mathem jej ošetřují a Lleu se uzdraví. Blodeuwedd se snaží prchnout, ale Gwydion jí chytí a promění ji v sovu, stvoření nenáviděné všemi ostatními ptáky.
Gronw mezitím uteče do Penllyn a pošle vyslance k Lleuovi, aby ho jeho jménem požádali o odpuštění. Lleu to odmítne a požaduje, aby Gronw stál na břehu řeky Cynfael, kde dostane ránu od jeho kopí. Gronw s tím souhlasí, ale žádá, aby dostal ránu kopím pod podmínkou, že mezi sebe a Lleua umístí velký kámen. Lleu to Gronwovi dovolí a pak vrhne oštěp takovou silou, že prorazí kámen a Gronwa zabije. Celý příběh pak končí nástupem Lleua na trůn Gwyneddu po Mathově smrti.

## Česká vydání
- Mabinogi: keltské pověsti, Brno: Jan V. Pojer 1944, přeložil Jan Vilikovský.
- Mabinogi: keltské pověsti. Kladno: Josef Cipra a František Konůpek 1949, přeložil Jan Vilikovský.
- Mabinogi: keltské pověsti. Praha: SNKLU 1965, přeložil Jan Vilikovský.
- Mabinogi: keltské pověsti. Brno: Zvláštní vydání 1995, přeložil Jan Vilikovský.

### Poznámka
1. ↑  Překlad lady Charlotty Guestové obsahoval dvanáct příběhů, protože překladatelka do něj zařadila i Příběh Taliesina (Hanes Taliesin), který je v současné době jako pozdější dodatek vynecháván (tento příběh byl zaznamenán až v polovině 16. století a ve vlastní Mabinogi jsou o legendárním bardovi Taliesinovi pouze útržkovité zmínky).